# ラインハルト・バウマイスター
ラインハルト・バウマイスター（Reinhard Baumeister、1833年 - 1917年）は、ドイツの都市計画家。都市研究者。都市理論家。土木技師。都市建設・都市計画の実務を通じて、19世紀後半から近代都市計画理論を構築。ドイツ都市科学の創始者として、現在の日本の都市計画法でも扱われている用途地域制や交通の歩車分離、法定計画としての都市のマスタープランニング作成など、今日都市計画で扱われている理論を提唱している。

## 著書と理論
バウマイスターは都市理論家として当時のドイツの建築雑誌に、都市の規制や運営事項についての多くの記事を発表。また、技術的にも法的な問題をカバーしえるよう工学に関する多くのハンドブックを執筆刊行した。
1876年に出版した著書「Stadterweiterungen in Technischer, Baupolizeilicher und Wirtschaftlicher Beziehung (Berlin: Ernest & Korn)」は、都市における資金計画や市民の健康から住居と交通問題、高さ規制、給水、広場、公園、植林といった諸問題と対策を、包括的に網羅してかつ簡潔に書いている。この書で、都市の良好な街路網とは幹線街路と補助街路で構成され、幹線街路があらゆる種類の交通をさばき、補助街路では沿道居住者の交通のみ許されるとし、道路の機能分類の視点から、通過交通を市街地から排除し、街路の幅員を交通量に応じて決定すべきであることを提唱。また街区ごとにみる定款とは対照的に、輸送基盤に関し、ガイドラインを含む新市街地の将来構想、長期的総合計画の策定をうながした。技術的、経済的観点から都市拡大に対し視座を与えた彼のこうした著書は、当時他にも都市理念上の問題を普遍に追い続けたカミロ・ジッテやヨーゼフ・スチューベンらも著しているが、都市問題提言書としては最初期のものの一つとされ、いままでの社会的影響について比類のない内容となっている。
また執筆を通して、所有者が権利主張し自由に建物を建設することに対し規制干渉するための無機完全で合理的な方策を見つけることを模索してきた。信念をもった彼の模索は、1891年にフランクフルト、1892年にはベルリンで今日一般に知られる用途地域制の実施につながっていった。

## 人物
ハンブルクで弁護士（のちに判事）の息子に生まれる。1849年、ハノーファー工科、1851年に、カールスルーエ工科の学校（シューレ）で土木工学を修了、1853年に工学の国家試験に合格し、カールスルーエで技術系の職に就く。このときの上司（後に義父）が当時のドイツ南西部鉄道のため、いくつか鉄道建設を手がけていたフリードリヒ・アイゼンロールで、この分野でバウマイスターを研磨するために多くをなす。この分野で携わった鉄道路線はオッペナウ（1876）アッペンヴァイラーからウェイセンバッハ（1868年）、ブライザッハ（1870年-1871年）にフライブルクからライン、およびRenchtalbahnにラシュタットからムルクタールバッハまでの山岳鉄道などがある。
1855年、バーデンでのエンジニア審査で正規認可を受ける。以降1862年まで、同地で様々な市民生活に対する建設プロジェクトに参加。
1862年、バーデンでの実績を受け、カールスルーエ工科学校の教授に就任。橋梁やトンネルの建設、都市浄化の問題などの講義を担当。ここで学生に対し彼が指導している上で、水路や鉄道構造物などでは基礎、橋梁や建築物の分野では設計の質に対して大きな価値を置いている。
1869年、ドイツ国鉄の技術者協会創設に参加（1871年には建築家技術者協会に改名）。
1871年には建設分野の法定制度の確立を提言している。提言は、カールスルーエ工科学校の教授の発言として扱われ、州や市での委員に、都市の専門家として頻繁に呼び出されることになる。こうして、1871年からは、都市プランナーとして、ヴィースバーデンのリンク通りをレイアウトし、しばらくして、専門分野を都市計画へと転じていく。 
バウマイスターはまた都市経済の側面を都市計画に導入し、より均一な拡大都市にたいしオープンスペースや緑の重要性を指摘した。
1872年、マンハイムの拡大のための都市計画設計競技にエントリーし、受賞。彼はその後のキャリアでドイツの都市計画、主にバーデン州の彼の努力を集中する計画を開発、他の多くの準備をした。
1873年、一般的な建設計画を含むヴュルテンベルク州ハイルブロン市設立ビルダー。1874年には、ドイツ建築家技術者協会総会をベルリンで開催にこぎつけ、国際的に注目される。
1888年-1890年、カールスルーエで経歴の上で唯一手がける建築物、ディーコネス病院研究所を手がける。以降は、都市理論の方面での研究に専念。
1890年には、ドイツ都市計画担当責任者に、初めて任命された。
1893年ドイツ公衆衛生協会大会でフランクフルトの経験をアディケスらと提案の講演。
1895年に、カールスルーエ技術者養成学校、初代学長となる。
1910年、ベルリンで開かれた都市計画展には、マンハイム、アルトナそれぞれ2つのデザイン案で出展参加した。